# Interlaken
Pour les articles homonymes, voir Interlaken (homonymie) et Interlachen.
Interlaken est une ville et une commune suisse du canton de Berne, située dans l'arrondissement administratif d'Interlaken-Oberhasli. En 2023, elle compte 6 000 habitants.

## Géographie

### Situation

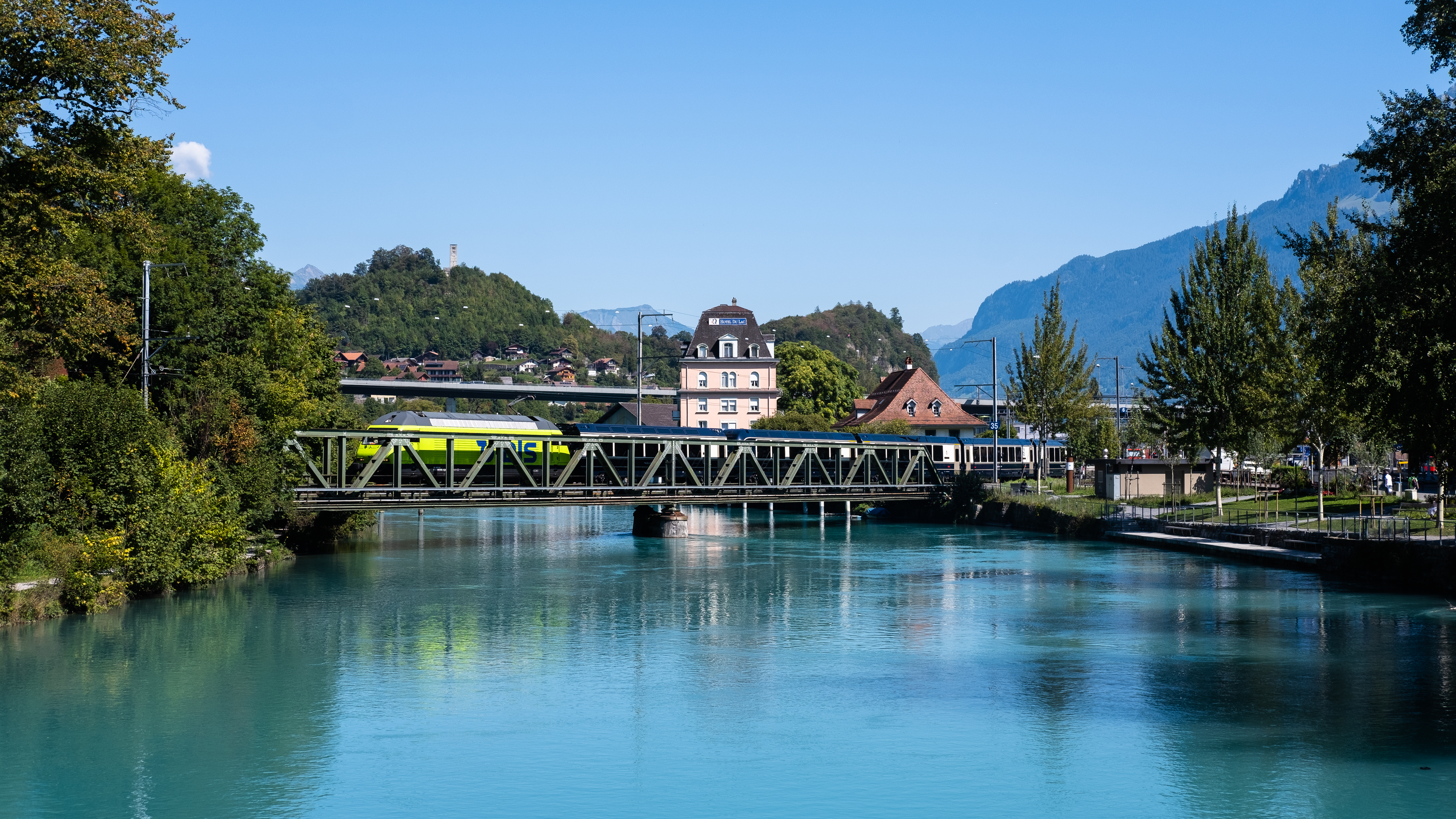
L'Aar à Interlaken.

Interlaken est située dans la zone géographique de l'Oberland bernois, entre les lacs de Thoune et de Brienz, sur une plaine alluviale arrosée par l'Aar, appelée Bödeli (diminutif du mot Boden, « sol », « terre »).
L'Aar coule ici vers l'ouest, du lac de Brienz vers le lac de Thoune, qui est plus bas de 2 m, pour une distance d'environ 4 km.
Interlaken s'étend d'un lac à l'autre sur la rive gauche (sud) du fleuve qui est plate, et par une extension rectangulaire sur la rive droite, qui est escarpée (elle appartient au massif du Harder).
Sur cette extension faiblement peuplée de la commune, se trouvent une piste en lacet montant vers les alpages et le funiculaire (estival) de la Harderbahn. L'altitude au niveau de l'Aar est d'environ 550 m ; l'arrivée du funiculaire est à environ 1 300 m, très proche du Harderkulm (1 321 m, sur la commune d'Unterseen).

### Transports
- Ligne ferroviaire BLS : Berne – Interlaken, gares d’Interlaken-Ouest et Interlaken-Est.
- Ligne ferroviaire CFF (voie étroite) : Interlaken – Brünig – Lucerne, gare d’Interlaken-Est.
- Ligne ferroviaire Berner Oberland-Bahnen : Interlaken – Lauterbrunnen / Interlaken – Grindelwald, gare d’Interlaken-Est.
- Funiculaire du Harder : Interlaken Est - Harder Kulm (de).
- Funiculaire du Heimwehfluh : Interlaken Ouest - Heimwehfluh.
- Lignes de bus pour Unterseen, Iseltwald, Thoune.
- Autoroute A8.
- Lignes de bateaux pour les ports du lac de Thoune.

### Urbanisme
Avec les communes voisines de Matten bei Interlaken (sur la rive gauche, mais sans toucher au fleuve) et d'Unterseen (sur la rive droite), Interlaken forme une agglomération de 14 424 habitants, nommée Bödeli.
Le territoire d'Interlaken mesure 4,3 km2. Lors du relevé de 2013-2018, les surfaces d'habitations et d'infrastructures représentaient 49,6 % de sa superficie, les surfaces agricoles 21,3 %, les surfaces boisées 22,7 % et les surfaces improductives 6,8 %.

## Toponymie
La commune portait le nom d'Aarmühle (Moulin de l'Aar) jusqu'en 1891, date à laquelle a été reprise une formule latine concernant un ancien monastère : inter lacus Madon : inter lacus (entre les lacs) a été germanisé en Interlaken.

## Histoire
La ville s’est développée à partir du XIIe siècle autour d'un couvent d'Augustins fondé vers 1130. Du point de vue paroissial, elle dépendait de l'Église de Gsteig bei Interlaken.
Au XIXe siècle, le monde de la montagne, décrit dans des textes de Johann Wolfgang von Goethe, Felix Mendelssohn ou encore Lord Byron, fait accourir les premiers touristes dans l’Oberland bernois. La construction du chemin de fer de Wengen, en 1893, et de celui de la Jungfrau, de 1898 à 1912, donne un essor supplémentaire à la jeune station. La construction d’hôtels transforme la physionomie de la localité.
C'est dans un funiculaire d'Interlaken que se rencontrèrent en 1874 les mathématiciens allemands Georg Cantor et Richard Dedekind. Leur longue et fructueuse collaboration fut à l'origine de la théorie des ensembles, l'une des révolutions majeures de l'histoire des mathématiques.

Interlaken vers 1890.
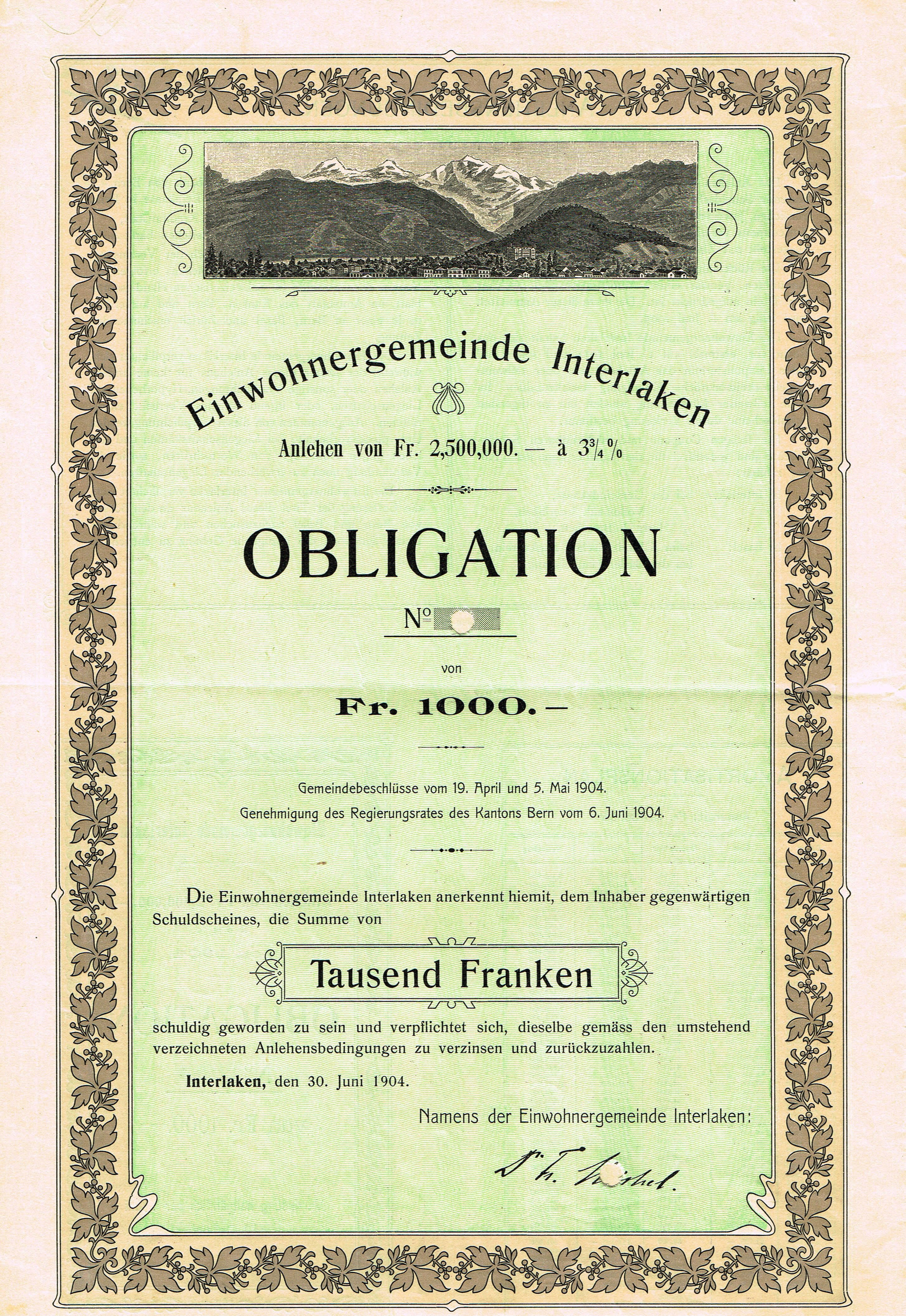
Obligation de l'Einwohnergemeinde Interlaken du 30 juin 1904.
Photo aérienne (1967).

## Jumelages
- Ōtsu (Japon)
- Třeboň (République tchèque)

## Démographie

### Évolution de la population
La commune compte 6 000 habitants au 31 décembre 2023 pour une densité de population de 1 395 hab/km2. Sur la période 2010-2019, sa population a augmenté de 3,8 % (canton : 6,1 % ; Suisse : 9,4 %). Au 31 décembre 2021, l’agglomération d'Interlaken compte 24 368 habitants. 

### Pyramide des âges
En 2023, le taux de personnes de moins de 30 ans s'élève à 28,6 %, au-dessous de la valeur cantonale (29,9 %). Le taux de personnes de plus de 60 ans est quant à lui de 28,7 %, alors qu'il est de 28,9 % au niveau cantonal.
La même année, la commune compte 2 967 hommes pour 3 033 femmes, soit un taux de 49,5 % d'hommes, supérieur à celui du canton (49,1 %).
| Hommes | Classe d’âge | Femmes |
| ------ | ------------ | ------ |
| 0,8    | 90 ans ou +  | 2,4    |
| 8,9    | 75 à 89 ans  | 12,7   |
| 15,5   | 60 à 74 ans  | 17,1   |
| 21,2   | 45 à 59 ans  | 19,6   |
| 23,8   | 30 à 44 ans  | 20,7   |
| 18,3   | 15 à 29 ans  | 16,0   |
| 11,5   | - de 14 ans  | 11,4   |

| Hommes | Classe d’âge | Femmes |
| ------ | ------------ | ------ |
| 0,7    | 90 ans ou +  | 1,6    |
| 8,8    | 75 à 89 ans  | 11,0   |
| 17,6   | 60 à 74 ans  | 18,1   |
| 21,0   | 45 à 59 ans  | 20,4   |
| 20,9   | 30 à 44 ans  | 20,2   |
| 15,9   | 15 à 29 ans  | 14,9   |
| 15,1   | - de 14 ans  | 13,8   |

## Tourisme
La station d'Interlaken a une renommée touristique de longue date. Parmi ses clients célèbres et inconditionnels figuraient déjà Goethe, Lord Byron et Felix Mendelssohn.
Il y a deux funiculaires qui montent depuis Interlaken vers Heimwehfluh (aux abords d'Interlaken West) et Harder Kulm (de) (la station se situe à quelques centaines de mètres de la gare CFF d'Interlaken Ost). Au Heimwehfluh, il y a une exposition de trains miniatures, un restaurant ainsi qu'une place de jeux pour les enfants et une piste de luge d'été.
Jungfrau Park est un parc à thème qui présente des énigmes insolubles mais néanmoins réelles de notre monde.

## Culture et patrimoine

### Héraldique
| Blason | Blasonnement : D'argent au bouquetin hissant de sable |

### Patrimoine bâti
- Ancien prieuré des Augustins, transformé en résidence des baillis à la Réforme.
- Château des baillis, construit en 1748.
- Hôtels Jungfrau et Victoria (1864-1865 et 1899, 1906), architectes et Jakob Friedrich Studer (de) et Horace Édouard Davinet.
- Hôtel Beau-Rivage (1872-1874), palais néo-Renaissance, par l'architecte Horace Édouard Davinet.

### Réplique en Chine
Le groupe OCT a construit une réplique d'Interlaken à OCT East, en Chine, dans les montagnes au nord-est de la ville de Shenzhen dans le district de Yantian.

### Manifestations
- Jeux de Tell, spectacle inspiré par Guillaume Tell, la pièce de Schiller
- Fête d'Unspunnen, célébration des traditions populaires
- Festival international Trucker&Country
- Greenfield Festival, musique
- Red Bull Air Race

### Personnalités
- Daniel Hofer, harpiste
- Hans Schaffner (1908-2004), conseiller fédéral